# Václav Petrásek
Václav Petrásek (4. srpna 1913 – ???) byl český a československý politik Komunistické strany Československa a poúnorový poslanec Národního shromáždění ČSSR a Sněmovny lidu Federálního shromáždění.

## Biografie
K roku 1968 se zmiňuje coby podnikový ředitel n. p. Jablonecké sklárny v Desné z obvodu Tanvald. Původní profesí byl sklářem. Pocházel z dělnické sklářské rodiny. Od mládí se politicky angažoval v dělnických organizacích. Za okupace byl jako organizátor Rudé pomoci rodinám vězněných komunistů zatčen a vězněn. Po osvobození zastával řadu politických funkcí. Bylo mu uděleno Vyznamenání Za zásluhy o výstavbu a Řád práce.
Po volbách roku 1964 byl zvolen za KSČ do Národního shromáždění ČSSR za Severočeský kraj. Mandát nabyl až dodatečně v červnu 1965 po doplňovacích volbách vypsaných poté, co zemřel poslanec Rudolf Müller. V Národním shromáždění zasedal až do konce volebního období parlamentu v roce 1968.
Po federalizaci Československa usedl roku 1969 do Sněmovny lidu Federálního shromáždění (volební obvod Tanvald), kde setrval do konce volebního období parlamentu, tedy do voleb roku 1971.